# Hasselroth
Hasselroth è un comune tedesco di 7 409 abitanti situato nel land dell'Assia.